# Inlecypris jayarami
Inlecypris
Genre
Espèce
Inlecypris jayarami, unique représentant du genre Inlecypris, est une espèce de poissons d'eau douce téléostéens de la famille des Cyprinidae (ordre des Cypriniformes).

## Répartition
Inlecypris jayarami se rencontre en Asie dans le bassin de la Salouen.

## Classification
L'espèce Inlecypris jayarami a été décrite pour la première fois en 1985 par R. P. Barman (d) sous le protonyme Danio jayarami.
Elle a été reclassée ultérieurement dans le genre Inlecypris que Howes (d) a créé en 1980,.
Inlecypris jayarami a pour synonymes :
- Brachydanio jayarami (Barman, 1985)
- Danio jayarami Barman, 1985
- Danio jayrami Barman, 1985
- Devario jayarami (Barman, 1985)

## Étymologie
Le nom générique, Inlecypris, fait référence au lac Inle (État shan dans l'Est de la Birmanie) où a été découverte l'espèce Inlecypris auropurpureus, désormais classée dans le genre Devario. 
L'épithète spécifique, jayarami, lui a été donnée en l'honneur de l'ichtyologiste indien Kottore Chidambaram Jayaram (d).

## Publications originales
- Genre Inlecypris :
  - (en) Gordon Jon Howes, « A new genus of cheline cyprinid fishes », Bulletin of the British Museum (Natural History), zoology, Londres, vol. 38, no 3,‎ 29 mai 1980, p. 171-173 (ISSN 0007-1498, lire en ligne, consulté le 19 février 2024).
- Espèce Inlecypris jayarami :
  - (en) R. P. Barman, « On a new species of the genus Danio Hamilton from Burma (Pisces: Cyprinidae) », Bulletin of the Zoological Survey of India, Inde, vol. 5, nos 2-3,‎ 1984, p. 31-34 (ISSN 0255-9587).